# Gladys Aylward
Gladys May Aylward (Londra, 24 febbraio 1902 – Taiwan, 3 gennaio 1970) è stata una missionaria laica inglese.

## Biografia
Nata in una famiglia di modeste condizioni sociali, aveva coltivato il sogno di fare la missionaria in Cina, dove giunse infine quasi trentenne, dopo averne studiato la lingua e la cultura. Arrivata a Yangcheng, cominciò a collaborare con un'anziana missionaria, Jeannie Lawson, offrendo ospitalità in un ostello denominato "La locanda dell'ottava felicità" dove, ai viaggiatori di passaggio, oltre a vitto e alloggio, venivano proposte le pagine del Vangelo, che portarono alcuni a convertirsi.. 
La morte di Jeannie impedì il proseguimento dell'attività della locanda, ma una nuova opportunità si presentò a Gladys, che divenne ispettrice governativa per trasmettere alle donne cinesi il decreto che poneva fine alla tradizione della fasciatura dei piedi delle bambine, usanza antica che causava dolore e malformazioni. Contemporaneamente Gladys proseguiva nella diffusione del Vangelo, affiancata a diverse iniziative di carattere sociale, come l'assistenza ai carcerati e agli orfani senza casa. Nel 1938, durante la guerra tra Cina e Giappone, Yangcheng fu bombardata ma la donna riuscì a mettere in salvo i numerosi bambini di cui si occupava, dopo un percorso avventuroso di 300 miglia compiuto in dodici giorni.
Negli anni quaranta tornò in Inghilterra, a causa delle precarie condizioni di salute dovute alle fatiche affrontate, ma nel 1958 tornò definitivamente a Taiwan, dedicandosi sempre agli orfani e alla predicazione, fino alla morte avvenuta nel 1970. La figura della Aylward era diventata famosa grazie a un film biografico uscito nel 1958, nel quale il nome originale della locanda era stato trasformato in La locanda della sesta felicità. Il film era stato interpretato da Ingrid Bergman, ma Gladys non aveva apprezzato il modo con cui la sua vicenda era stata romanzata.

## Filmografia
- La locanda della sesta felicità